# Los Angeles Film Critics Association Awards 2003
La 29ª edizione dei Los Angeles Film Critics Association Awards si è tenuta il 7 gennaio 2004, per onorare il lavoro nel mondo del cinema per l'anno 2003.

## Premi
Miglior film
- American Splendor (American Splendor), regia di Shari Springer Berman e Robert Pulcini
  - 2º classificato: Lost in Translation - L'amore tradotto (Lost in Translation), regia di Sofia Coppola

Miglior attore
- Bill Murray - Lost in Translation - L'amore tradotto (Lost in Translation)
  - 2º classificato: Sean Penn - Mystic River e 21 grammi (21 Grams)

Miglior attrice
- Naomi Watts - 21 grammi (21 Grams)
  - 2º classificato: Charlize Theron - Monster

Miglior regista
- Peter Jackson - Il Signore degli Anelli - Il ritorno del re (The Lord of the Rings: The Return of the King)
  - 2º classificato: Clint Eastwood - Mystic River

Miglior attore non protagonista
- Bill Nighy - AKA, Il profumo delle campanule (I Capture the Castle), Lawless Heart e Love Actually - L'amore davvero (Love Actually)
  - 2º classificato: Benicio del Toro - 21 grammi (21 Grams)

Miglior attrice non protagonista
- Shohreh Aghdashloo - La casa di sabbia e nebbia (House of Sand and Fog)
  - 2º classificato: Melissa Leo - 21 grammi (21 Grams)

Miglior sceneggiatura
- Shari Springer Berman e Robert Pulcini - American Splendor
  - 2º classificato: Steven Knight - Piccoli affari sporchi  (Dirty Pretty Things)

Miglior fotografia
- Eduardo Serra - La ragazza con l'orecchino di perla (Girl with a Pearl Earring)
  - 2º classificato: Harris Savides - Elephant

Miglior scenografia
- Grant Major - Il Signore degli Anelli - Il ritorno del re (The Lord of the Rings: The Return of the King)
  - 2º classificato: William Sandell - Master & Commander - Sfida ai confini del mare (Master and Commander: The Far Side of the World)

Miglior colonna sonora
- Benoît Charest - Appuntamento a Belleville (Les Triplettes de Belleville)
  - 2º classificato: Christopher Guest, John Michael Higgins, Eugene Levy, Michael McKean, Catherine O'Hara, Annette O'Toole, Harry Shearer e C.J. Vanston - A Mighty Wind - Amici per la musica (A Mighty Wind)

Miglior film in lingua straniera
- L'uomo del treno (L'homme du train), regia di Patrice Leconte  ·  Francia
  - 2º classificato: City of God (Cidade de Deus), regia di Fernando Meirelles e Katia Lund  ·  Brasile/ Spagna

Miglior film d'animazione
- Appuntamento a Belleville (Les Triplettes de Belleville), regia di Sylvain Chomet

Miglior documentario
- The Fog of War - La guerra secondo Robert McNamara, regia di Errol Morris
  - 2º classificato: Una storia americana - Capturing the Friedmans (Capturing the Friedmans), regia di Andrew Jarecki

Miglior film sperimentale/indipendente
- Thom Andersen - Los Angeles Plays Itself
- Pat O'Neill - The Decay of Fiction

New Generation Award
- Scarlett Johansson

Career Achievement Award
- Robert Altman

Menzione speciale
- La ricostruzione Walt Disney Company del cortometraggio a cartoni animati, Destino, cominciato da Walt Disney e Salvador Dalì